# لندن (کیریباتی)
لندن (به لاتین: London) یک منطقهٔ مسکونی در کیریباتی است که در کیریتیماتی واقع شده‌است. لندن ۱٬۸۹۹ نفر جمعیت دارد.